# こどものおもちゃ
『こどものおもちゃ』は、小花美穂による漫画。少女漫画雑誌『りぼん』に連載された。単行本全10巻、完全版全7巻、コミック文庫全7巻。また、作中に登場する映画『水の館』は番外編として単行本化されている。2010年には『Honey Bitter』との合作で紗南と羽山のその後を描いた番外編『Deep Clear』が発売された。『りぼん』2015年9月号には番外編『なんにもない日々』が掲載された。略称は「こどちゃ」。1998年、第22回講談社漫画賞少女部門を受賞。単行本全10巻の累計発行部数は1000万部を記録している。
学級崩壊、学校の抑圧性、少年犯罪、家庭崩壊、離婚、マスコミによる意識操作、バッシングなど現代の社会問題を「こども」の視点で語っている。
人気子役タレントの倉田紗南と、そのクラスメイトで大問題児である羽山秋人を中心に進む学園漫画である。
2025年3月18日にホットペッパービューティーとコラボレートし、描きおろしの新作漫画が同サイトの公式Xにて公開された。高校1年生になった紗南がサイトを利用して美容室に行く展開が描かれている。

## あらすじ
倉田紗南は私立神保小学校6年3組に在籍。小さいころに劇団こまわりに入団し、映画やドラマへの出演も果たしており、明石家よんま（アニメではぜんじろう）が司会を務めるバラエティ番組「こどものおもちゃ」にレギュラー出演している。母・実紗子は、かつての恋人である鹿島良助との恋愛をモデルにした『ヒモと私』で青木賞をとったこともある人気作家。紗南は豪邸に住み、母とも仲良く、充実した生活を送っていた。しかし、神保小学校6年3組は羽山秋人を中心に男子が暴れ、授業がまともにできない状況であった。紗南は羽山がクラスを荒らす原因を探り、家庭に問題があると突き止める。紗南は親子の仲を改善させようといろいろ手を打とうとするが……。

## 登場人物
声は、テレビアニメ版 / OVA版の順。

### 倉田家
倉田紗南（くらた サナ）声 - 小田靜枝 / 横山智佐
主人公。神保小学校6年3組→神保中学校1年8組。1983年（アニメでは1985年）3月7日生まれ。魚座。O型。劇団こまわり所属の子役タレント。主にバラエティ番組を中心に活動していたが、抜群の演技力を買われ、のちに女優としても活躍する。実は生後間もなく公園に捨てられていたところを実紗子に発見されたといういきさつがあるが、実紗子とはとても仲のいい母娘である。名前の由来は拾われた日。非常に明るいムードメーカーで、お節介な程に正義感が強く自分の意見をハッキリと言うが、根は繊細。羽山とは当初いがみ合っていたが、羽山の複雑な家庭環境を偶然知ってしまった事から首を突っ込み半ば強引に羽山が家族と和解するキッカケを作った事で特別な友達となり、映画の長期ロケ中には羽山への恋心に気づく。『Deep Clear』では結婚しており、娘・紗里を出産した。恋愛に関しては重度の天然で、玲への失恋後に恋という感情がよく分からなくなってしまい、羽山や直純から好意を寄せられている事に告白されるまで気付かなかった。終盤には精神的な病気（本人は笑っているつもりなのに実際は真顔なままで、劇中では人形病と呼ばれている）にかかる。
アニメ版では、誰にも使われていない校舎で自殺を図ろうとしていた中尾を助けようとし、狭い隙間から救出を試みるも、頭が挟まり出られなくなり、その後意識を失う。
漫画版では、中学生時代に羽山と付き合うようになった。
倉田実紗子（くらた ミサコ）声 - 木野花 / 稀代桜子
『ヒモと私』で青木賞を受賞した人気作家で、紗南の養母。出身は草津温泉。4月1日生まれ。牡羊座。AB型。紗南との生活を綴ったエッセイ『娘と私』を執筆した。頭の上でまろちゃんというリスを飼っている（名づけ親は紗南）。子供ができにくい体質であり、18歳で結婚し20歳で離婚。そのコンプレックスから、徹底的に変人として生きることを決意。常に和服を着用し、奇抜な髪型と破天荒な言動が目立つ美人で、楽観的な性格。家の中ではミニカーを乗り回している。
相模玲（さがみ レイ）声 - 内藤玲 / 菊池正美
紗南の専属マネージャーで物語当初はヒモとして紗南から恋人扱いされ月々少額の小遣いをやり養っているつもりでいた(本当の給料は実紗子から支給されていた)。9月23日生まれ。乙女座。A型。麻子とは高校のころに付き合っていた。災難続きで世捨て人になっていたところを紗南に拾われた。紗南と麻子がドラマに共演したことがきっかけで麻子と再会し、その後よりを戻す。
紗南に実紗子の口からヒモという存在について正確に教えた際、自分が彼女のヒモ・恋人扱いに付き合ってはいるが恋愛感情はなく、本当の給料は実紗子が支給しており、紗南に養われていないという真相を告げられる。以降、考えを切り替えた紗南が恋人・ヒモ扱いを辞め、同居人の専属マネージャーと子役タレントのみの関係になる。
恋愛感情はないが、自分を拾ってくれた紗南のことは歳の離れた妹、もしくは娘のように大切に思っており、少しでも紗南に異性問題(主に羽山との)等が起こると心配し「紗南ちゃん少女のままでいて」と絶叫し寂しがる。
『Deep Clear』では、まだ結婚には至っていない。
志村チヨ（しむら チヨ）声 - 天野慶子
倉田家の家政婦。ふくよかで穏やかな性格。破天荒で癖の強い者ばかりいる倉田家の中では常識人でまともな存在。実は実紗子の幼馴染みであり、倉田家に仕える頃から気づいていた。
ごん太（ごんた）
原作のみ登場。倉田家のペットの雄犬。倉田家の犬の中ではリーダー格。『なんにもない日々』では主役。一人称は「あっし」。かつては別の家に飼われていたが、凶暴（実際は、主人の非行を止めようとした）という理由で捨てられた野良犬だった。紗南に拾われて以来、紗南のことを誰よりも大切に思っている。勘が鋭く、羽山を警戒している。
まろちゃん
実紗子が頭の上で飼っているリス。家は話ごとに変化しており、豪邸バージョンやエベレストバージョンなどがある。排泄は倉田家の観葉植物の葉の上でしている。
『Deap Clear』では、まろちゃんは三代目になっている。
「まろちゃん」という名前はりぼん連載時に読者からの公募で決定した。名前の由来はリスの漢字表記「栗鼠」の「栗（マロン）」から。

### 羽山家
羽山秋人（はやま あきと）声 - 中崎達也 / 緒方恵美
神保小学校6年3組→神保中学校1年1組。紗南とは天敵兼マブダチ→彼氏（アニメ版では最後まで正式には付き合っていない）。1982年（アニメでは1984年）10月12日生まれ。天秤座。B型。母親が自分を産んですぐに亡くなったために母の顔を知らず、物心つく前から姉に「（母を殺した）悪魔の子」と散々な仕打ちを受け続けており、鬱屈したものを抱えている。無口で口が悪く、ぶっきらぼうで飄々としており、何を考えてるのか分からないような近寄りがたい雰囲気を持つが、紗南との交流で他者への思いやりも少し芽生え始める。腕っぷしが強く、キレた剛の抑え役。当初はかなりの不良生徒で、クラスの男子を扇動して教師をいびり、女子からは畏怖と怨恨の念を抱かれていた。紗南に刺激されて次第に心を開き、のちに恋心を抱く。前述の通り、母親の死がきっかけで姉に疎まれ、父とも距離を置いていたが、紗南の協力により家族仲は改善される。両親は元ヤンであり、秋人の不良気質に関しては遺伝もあることがうかがえる。直澄からの挑発と校長の勧めにより、空手を始める。寿司と恐竜が好き。紗南との真ん中バースデイをしたときにプレゼントされた恐竜を部屋に大切に飾っている。紗南が映画の長期ロケに行った間に、風花と付き合うが破局し、のちに紗南と付き合う。停学処分を受けているが原作とアニメでは理由が異なる（原作では千石先生を殴ったこと、アニメではゲームセンターで他校の生徒とトラブルを起こしたこと）。原作では小森に右腕を刺され、麻痺の後遺症が残る。
『Deep Clear』では、鍼灸マッサージ師兼空手指導者になっている。23歳で紗南と結婚。26歳のときに紗南が妊娠・出産。自身の出生時に母親を失ったことについて姉に執拗に刷り込まれたことから、出産について「恐ろしい、危険」という印象を抱いており、紗南を愛するがゆえに失う恐怖から出産に頑なに反対し別居していた。
小学生時代に社会科見学で都庁を訪問しているときに、紗南のファーストキスを奪った。
羽山冬騎（はやま ふゆき）声 - 松山鷹志 / 小室正幸
夏美・秋人の父親。B型。有名コンピューター会社に勤務している。当初は家族とすれ違う生活を送っていたが、のちに子供たちの理解者となる。現在でこそやや常識人だが、昔は停学処分を受けるほどの素行不良だったという。エラが張っていて痩せている。作中では一度過労で血を吐いて倒れた。愛妻家のようで、今でも妻の写真を持ち歩いている模様。
羽山夏美（はやま なつみ）声 - 岡村明美 / 根谷美智子
秋人より3歳上の姉。B型。悪い人物ではないが、癇癪持ちで根に持ちやすい性格。母親が秋人を産んですぐ亡くなったことを引きずっており、秋人を「（母を殺した）悪魔の子」と逆恨み的に忌み嫌い、彼の人格形成に影響を及ぼしていくこととなった。のちに紗南の協力もあり、自身の行いを反省する。親子関係や姉弟の仲も徐々に改善していき、以降は秋人と喧嘩になるシーンは無い。頭脳明晰で、国立大付属高校に合格し、通うことになる。
アニメ版では彼女をメインにした回が作られた。その話では西川（声 - 柏倉つとむ）という高校の先輩と付き合うが、彼の実態に失望し、ビンタを食らわせて別れを切り出す。
羽山小春（はやま こはる）声 - 南央美
夏美・秋人の母親。命日は10月12日。なかなかの美人で、夫とともに昔はワルだったらしく、言葉遣いがやや乱暴（アニメ版ではワルではない）。生まれつき病弱らしく、どことなく紗南に似ている。
羽山紗里（はやま さり）
秋人と紗南の娘。見た目は父親に似ている。

### クラスメイト、学校関係
大木剛→佐々木剛（おおき つよし→ささき つよし）声 - 三澤真弓 / 高山みなみ
神保小学校6年3組→神保中学校1年1組。1982年（アニメでは1984年）7月18日生まれ。蟹座。A型。妹は碧乃（あおの）（声 - 松本美和）。羽山とは幼稚園のころからの幼なじみで親友であり、クラスの男子では唯一彼と対等に接することが出来る。作中で両親が離婚しており、「佐々木」は母方の姓。丸眼鏡をかけている。普段は温厚でやや影が薄いが、キレると自分でも止められない。キレる頻度は5年生までは年1回程度だったが、作中では何度もキレている（アニメでは頻度がさらに上がっており、羽山の次にクラスメイトの男子からは恐れられ、千石からは羽山ともども問題児認定されていた）。暴れる性格は父親(声 - 仲野裕)譲りのようである（羽山はその父親の家庭内暴力が離婚原因ではないかと考えていた）。プレゼントに非常に弱い。一時期紗南に惚れていた（小5のときに紗南が余りもののバレンタインチョコを通りかかった彼にあげ、その意図を勘違いしたことがきっかけ）が、のちに亜矢と恋仲になる。
杉田亜矢（すぎた あや）声 - 菊地晶子
神保小学校6年3組→神保中学校1年1組。紗南の友達。1983年（アニメでは1985年）2月10日生まれ。水瓶座。O型。いつもリボンをして前髪をあげている。剛の家族思いなところに惹かれ告白し、恋仲になる。剛と付き合ってからはよくのろける。
松井風花（まつい ふうか）声 - 生駒治美
神保中学校1年8組。1982年（アニメでは1984年）12月24日生まれ。山羊座。O型。体操部に所属。紗南とは中学校の入学式の日にトイレで出会い、大親友となる。元々は東京出身だが、小学生時に大阪に住んでいたことから、大阪弁で話す。小学生時代はロングヘアーだったが中学入学と同時に髪を切る（アニメでは最初からセミロング）。剛および羽山とは幼稚園が一緒。幼稚園時代に羽山にキス（双方ファーストキス）される（実は彼らの賭けの対象）。紗南と直澄の関係を誤解して落ち込んだ羽山と一時付き合うが、彼らが実は両思いで自分の想いは叶わないと気づき、自ら別れを告げる。
千石（せんごく）
声 - 中村大樹
神保中学校1年1組の担当教諭で、担当教科は理科。実は頭髪はカツラである（原作のみ）。高圧的な態度に加え、事あるごとに嫌味を言うために生徒からの評判が悪い。実は高校時代、羽山に似た雰囲気の同級生から金を巻き上げられるなどのいじめを受けており、その事への逆恨みから羽山に目をつけている。
アニメでは上記のトラウマから羽山を退学に追い込むことに執着していた。最終話で自身の学級に在籍していた中尾が、生徒に無関心だと分かる彼の言葉で傷ついたこと、助けを求めていることに気づかなかったことが教師として致命的だと指摘され、辞職する。のちに中尾から、自身の何気ない一言で千石を気にするようになったと告白された。
千石が最後まで改心しなかったのは、作者が「あそこまでひねくれて大人になっちゃった人は、そのまま生きていくんじゃないかな」と考えたためである（少女漫画アーカイブ第60回）。
小森和之（こもり かずゆき）
神保中学校1年1組。内気で大人しい性格。母子家庭で、家では母親の言いなり同然の状態である。毅然とした態度の羽山に憧れているものの言い出せなかったことからある事件を起こしてしまうが、それがきっかけで彼と友達になる。
アニメには小森自身は登場しないが、オリジナルキャラクターである中尾翔太が近い立場で登場する。
熊谷ひさえ（くまがい ひさえ）声 - 菊池由美子
神保小学校6年3組→神保中学校1年5組（アニメでは8組）。紗南の友達。仕事が忙しすぎて自分の誕生日パーティーに来られなかった紗南を、一時期クラスから仲間外れにしようとするも、結局和解。三つ編みを輪にしたような髪型。
鈴木まみ（すずき まみ）声 - 仲尾あづさ
神保小学校6年3組→神保中学校1年3組。紗南の友達。羽山に対し、「オニ」（アニメでは「悪魔」）と連呼して彼のトラウマを蒸し返したために彼に目を付けられ、池に落とされるなどのひどい暴力を受ける。その後、紗南たちに救出された。
五味真一（ごみ しんいち）声 - 広田雅宣 / 長沢美樹
神保小学校6年3組→神保中学校1年7組。羽山の舎弟で参謀的存在だったが、紗南たちに謝罪した羽山に落胆し、一時的に反旗を翻したこともある。
アニメでは難関私立中学受験のために母親に無理矢理受験勉強をさせられていたが、最終的には紗南たちと同じ中学に進学した。中学入学前に父親に頭を丸刈りにされる。
伊丹壯十郎声 - 天野慶子
羽山の舎弟。
安田幸弘（やすだ ゆきひろ）声 - 西森瑞絵→竹内順子
神保小学校6年3組→神保中学校1年1組。羽山の舎弟。あだ名は「ゆんち」で、小学生のときはキャップ帽を被っていた。
小島正平声 - 松本吉朗
粕屋良太声- 松本吉朗
小島とともに羽山の舎弟。中学生編からの出番は少ない。
石田三男（いしだ みつお）声 - 岡村明美
神保中学校1年2組。中学入学以前から紗南の熱心なファンであり、そのことで羽山と一悶着起こしたこともある。その後、紗南に告白するが振られた。アニメでは紗南と羽山が設立した空手部のマネージャー補佐として志願するが、空手部が千石に目をつけられると適当な理由をつけて退部した。ひさえ曰く「ヘタレ」。
三屋（みつや）声 - 仲尾あづさ / 永堀美穂
神保小学校6年3組の担当教諭。当初はいびりに戸惑っていたが、のちに毒された。
田中（たなか）声 - 岩田光央 / 中原茂
神保小学校6年3組の副担任。三屋先生と乳繰り合っているところを羽山に見られ、写真を撮られた。
校長声 - 茶風林
神保学校初等部の校長先生。あだ名はなるなる校長。とても寛容で「何とかなるなる」が口癖。中等部の校長をしている瓜二つの兄がいる。
安藤すみれ（あんどう すみれ）声 - さとうあい
神保学校初等部の教頭。校則や風紀に厳しく、特に羽山に目をつけている。厚化粧でリンボーダンスが得意な女性。名前はアニメ版のみ登場。

### その他
明石家よんま（あかしや よんま）
バラエティ番組「こどものおもちゃ」の先生役で司会進行。
アニメには登場せず、代わりにぜんじろうが司会進行を担当している。
来海麻子（くるみ あさこ）声 - 仲尾あづさ / 岡村明美
女優。5月20日生まれ。牡牛座。A型。初主演映画で主演女優賞を獲得する。学生のころに玲と交際していたが、女優を目指すため距離を置いた。のちに紗南との共演がきっかけで交際を再開する。
加村直澄（かむら なおずみ）声 - 南央美
超売れっ子タレント。1983年（アニメでは1985年）2月10日生まれ。水瓶座。A型。紗南との恋人関係の噂が絶えず、実際彼女に恋心を抱いている。ハーフのようだが、どこの国の血が混じっているかは不明（アニメ版では父親がアメリカ人の設定）。産まれてまもなく親に捨てられ、加村学園という児童養護施設にて一時期紗南とともに暮らしていた。趣味はトランペットで情熱や焦燥を楽器で表現する。熱烈なファンがいる。
アニメのニューヨーク編では準主人公的な立ち位置となる。原作では一切不明だった出自が明かされ、急接近した紗南と一時的に恋人同士となる。
『Misty Blue』では、拠点をアメリカに移している。紗南を想い続けているが叶わず、紗南以外の女性を愛することもできなかった。その矢先、紗南とも共演経験のある男優からアプローチされ、前向きに検討していくうちにいい方向に向かっていった。その俳優とN.Y.で同居していることが日本の週刊誌にスクープされた。
恩多武蔵（おんだ たけぞう）声 - 石川正明→森訓久
実紗子の担当編集者。通称・恩多さん。〆切に間に合わせるためなら、実紗子を追ってどこへでも行く。
鹿島良助（かしま りょうすけ）声 - 津田健次郎
実紗子の元夫、ヒモであった。ギャンブル好きで、別れたにもかかわらずたびたび金を借りにくるが、全く相手にされていない。
小野幹雄（おの みきお）声 - 松山鷹志
若手映画監督。映画に命を賭けており、時に役者の生命にも関わるような危険なことを要求する。紗南と直澄が主演した『水の館』で、日本マカダミアン映画祭最優秀監督賞を受賞する。
川合貴光（かわい たかみつ）
俳優。紗南が『水の館』で共演した。麻子に気があり、告白しようとしたが紗南に止められる。
坂井佳子（さかい けいこ）声 - 土井美加
紗南の母親で、容姿はよく似ている。中学生のときに叔父と恋に落ち妊娠、14歳にして1人で出産したあと、公園のベンチに紗南を置き去りにした。現在では、一般家庭を持った1児の母親。紗南に一緒に暮らさないかと提案するが断られた。
アニメ版では、前夫は五條武史である。
坂井まり子（さかい まりこ）声 - 齋藤彩夏
佳子の次女で、紗南の異父妹。紗南のファン。
高石裕太（たかいし ゆうた）声 - 長沢直美
風花の大阪時代の想い人。風花のファーストキス事件がきっかけで彼女から離れる。その後、卒業式の日に告白してきた志津（声 - 荒木香恵）と付き合うが、風花のことを忘れられなかった。友人たちと東京に遊びに行き、そこでお互いの誤解が発覚。よりを戻そうとするが、風花に断られる。

### テレビアニメオリジナルのキャラクター
ばびっと声 - 引田とも子（TOMO）、赤土眞弓（第21話 - 第24話）
悪魔のような羽ではばたき言葉をしゃべる、謎の生物。当初は白コウモリと呼ばれる。名前は、読者からの公募で決定された。重要なツッコミ役。ストーリーへの関与は禁じられているが、黒崎に脅され一度だけ禁を破った。声優のTOMOが実名で登場した際、かけ声一つで自由に操っていた。「ばびっと数え歌」なる持ち歌を持つ。赤土眞弓が声を担当た第24話では、やっこちゃんのコスプレをしたばびっとが一瞬登場した。
ぜんじろう声 - ぜんじろう
アニメ版「こどものおもちゃ」の先生役で司会進行。後続番組「おばはんのおもちゃ」でも司会を担当した。
東大和実吉（ひがしやまと さねきち）声 - 大地丙太郎
ぜんじろうのマネージャー。通称さねやん（ぜんじろう限定）。
内山田（うちやまだ）声 - 石井直子
バラエティ番組「こどものおもちゃ」で紗南と共演する生徒の1人。モデルは内山信二。太目な体型で食いしん坊キャラの男の子。ぜんじろうの隣にいることが多い。
小花美穂（おばな みほ）声 - 小林教子
20話に登場。よくあるダイジェスト回だが、番組内のクイズ番組という形式で放送した。セリフは「お…おばなです…」のみ。本編と関係ないような20話で紗南が得た賞品（ノピア）は、その後の話でたびたび使用された。
幸司（こうじ）声 - 長沢美樹
21話で登場。加村学園の生徒。苗字不明。愛称「こーちゃん」。紗南によると「昔の秋人にそっくり」。
キムチ タクヤ声 - 上田祐司
30話に登場。ジャニーズユニット『SNYAP（スニャップ）』のメンバー。モデルは木村拓哉。一時期、ドラマで共演した麻子と熱愛発覚のガセネタを報道された。
大地詩織（だいち しおり）声 - 荒木香恵
28話に登場。小春の高校時代の友人。
倉田静（くらた しずか）
声 - 京田尚子
29話、36話に登場。実紗子の母親。夫は倉田吉蔵（声 - 丸山詠二)。草津温泉「倉田屋」の女将。
片桐三造声 - ショッカーO野
29話、36話に登場。倉田屋の執事で次期番頭候補らしい。
国定の親分（くにさだのおやぶん）声 - 田原アルノ
静の小学校時代の同級生。倉田屋を乗っ取ろうと計画していたが、実は静から頼まれたものだった。
黒崎利三声 - 内田直哉
「ヘビレポーター」と呼ばれる凄腕の芸能記者で紗南と羽山、紗南と五條の関係などをいち早く見抜いた。ばびっとの天敵兼友人（?）。娘・祥子（声 - 南央美）と息子・達也（声 - 松浦有希子）の前では子煩悩なパパの顔を見せる。
夢園又太  (ゆめぞの またた)声 - 松野太紀
ドリプロの社長。紗南を自社に引きこもうとさまざまなあくどい手を使う。
阿久戸以蔵（あくど いぞう）声 - 家中宏
ドリプロの社員。あの手この手を使って、紗南から仕事を奪おうとした。成功したかに見えたものの、紗南の粘り強さに負け、最後には会社は建物ごと倒壊し破産した。
飛田まゆ（とびた まゆ）声 - 麻生かほ里
小学生ユニット、「少六隊」のメンバー。詳しくは「少六隊」を参照。
綾乃花丸小路智美（あやのはなまるこうじ ともみ）声 - 西村知美
まゆたちと同じく、「少六隊」のメンバー。
津（つ）声 - 坂東尚樹
「少六隊」や「夜更かしどさくさ劇場」などのプロデューサー。
タランタール監督声 - 坂東尚樹
アメリカからやってくる有名な監督。紗南と直澄の共演するCMを撮る。
スージィ声 - 岩田光央
紗南のメイク担当。声は少々オカマ気味。
大河内（おおこうち）声 - 桜井敏治
税務官。紗南の家を取り上げた。
五條武史（ごじょう たけし）声 - 高橋広司
深夜ドラマ「夜更かしどさくさ劇場」で紗南の父親役として共演する人物で、アニメ版における紗南の実父。手品や人を驚かすことが大好き。口癖は「驚いた？」。長年俳優業をしているがサボリ癖があるため、一度も何かを成し遂げたことがなかった。以前は坂井佳子と相思相愛であったが、俳優業を成功させるために突然アメリカに行ったため、連絡がつかないまま12年が過ぎ、その間に関係は消滅し佳子は再婚してしまった。
黒崎から自分が紗南の父親であることを含め説教され、「夜更かしどさくさ劇場」だけは成し遂げようとし、無理をして撮影に臨んだため病気が悪化し、亡くなる。
松岡昌宏（まつおか まさひろ）声 - 松岡昌宏
小学生編の主題歌をTOKIOが担当しているため第1話に登場、紗南からマボちゃんと呼ばれていた。
篠原ともえ（しのはら ともえ）声 - 篠原ともえ
中学生編からの主題歌を歌うのに合わせて、中学生編（52話）に登場。リポーター役をしているものの、あまりのはちゃらけぶりが濃く印象に残りやすいキャラクターとなった。
中尾翔太（なかお しょうた）声 - 小西寛子
自分自身の存在や生きる意味を見出せず、自殺を図ろうとした少年で、原作の小森に近い立ち位置のキャラクター。家族には両親と2人の弟がいる。アニメ版クライマックスでの重要人物。
ゲイリー・ハミルトン声 - 麦人
舞台のプロデューサーで、直澄の父親。ブロードウェイのキングと呼ばれている。
ミシェル・ハミルトン声 - 榊原良子
ゲイリーの妻で、舞台インストラクター。ブロードウェイの女王で、有名な振り付け師であり、大変厳しい。その昔、シンクロの女王だったらしい。
シシル・ハミルトン声 - こおろぎさとみ
ハミルトン家の一人娘で、直澄の異母妹。不気味な（ばびっとによるとかわいらしい）笑い方をする。舞台中の事故で靱帯を切ったことが原因で踊れなくなる。
ラムシー声 - 天野慶子
ハミルトン家の家政婦で、志村チヨに似ている。ブラッドの母親。
ブラッド声 - 中﨑達也
秋人にそっくりな少年。秋人の舎弟にそっくりな2人の悪友を連れている。シシルを守るため、紗南と直澄を日本へ帰らせようと嫌がらせをしていた。
ユウコ ミズグチ（漢字名不明）声 - 天野由梨
直澄の母親。直澄を産んですぐに、彼を加村学園の前に置き去りにする。最初は優しい母親を演じていたが、その本性はわがままそのもので、直澄に対する子の情愛はまるでない。言動や振る舞いもヒステリックなものが多く、恋仲であったゲイリーからもそのことに辟易され、去られている。直澄を利用してミュージカルの主役になろうとするも、自分の非を認めようとしないどころか、ワンマンで周囲にケチばかりつける横柄な振る舞いから、ついに周囲からも見放されて公演中止となった。のちリックとともにメキシコに向かう。
リック声 - 江原正士
ユウコの恋人。マズイと評判のピザ屋で働いている。ユウコを大切に思ってはいるが、直澄を自分の利益のために平気で利用する彼女の冷淡な態度には心を痛めており、そのことで心に深い傷を負った直澄のことも気の毒に思っているが、自暴自棄になったユウコを救いたいあまり、直澄に助けを求める。のちユウコとともにメキシコへ向かう。
バーナデット声 - 江原正士
玲がアパートを探している最中に知り合った人物。通称・バーニィ。世話好きでアパートの紹介や買い物、炊事などをすべてしてくれる。踊れるバーガーショップのウェイトレス。

## 書誌情報

### 単行本
- 小花美穂 『こどものおもちゃ』 集英社〈りぼんマスコットコミックス〉、全10巻
  1. 1995年4月14日発売[3]、ISBN 4-08-853791-2
  2. 1995年9月14日発売[4]、ISBN 4-08-853817-X
  3. 1996年2月15日発売[5]、ISBN 4-08-853840-4
  4. 1996年7月15日発売[6]、ISBN 4-08-853867-6
  5. 1996年12月9日発売[7]、ISBN 4-08-853892-7
  6. 1997年5月15日発売[8]、ISBN 4-08-856016-7
  7. 1997年10月15日発売[9]、ISBN 4-08-856042-6
  8. 1998年3月13日発売[10]、ISBN 4-08-856068-X
  9. 1998年8月7日発売[11]、ISBN 4-08-856094-9
  10. 1999年1月12日発売[12]、ISBN 4-08-856119-8

### 完全版
- 小花美穂 『こどものおもちゃ』 集英社〈集英社ガールズコミックス〉、全7巻
  1. 2003年7月発行、ISBN 4-08-855099-4
  2. 2003年7月発行、ISBN 4-08-855100-1
  3. 2003年8月発行、ISBN 4-08-855101-X
  4. 2003年9月発行、ISBN 4-08-855102-8
  5. 2003年10月発行、ISBN 4-08-855103-6
  6. 2003年11月発行、ISBN 4-08-855104-4
  7. 2003年12月発行、ISBN 4-08-855105-2

### 文庫版
- 小花美穂 『こどものおもちゃ』 集英社〈集英社文庫 コミック版〉、全7巻
  1. 2007年1月18日発売[13]、ISBN 978-4-08-618567-7
  2. 2007年1月18日発売[14]、ISBN 978-4-08-618568-4
  3. 2007年3月16日発売[15]、ISBN 978-4-08-618569-1
  4. 2007年3月16日発売[16]、ISBN 978-4-08-618570-7
  5. 2007年5月18日発売[17]、ISBN 978-4-08-618571-4
  6. 2007年5月18日発売[18]、ISBN 978-4-08-618572-1
  7. 2007年7月18日発売[19]、ISBN 978-4-08-618573-8

## OVA
テレビアニメの放映開始前年（1995年12月16日）にリリースされた30分のオリジナルビデオアニメ。制作はJ.C.STAFF。スタッフ・担当声優はのちのテレビ版とは異なる。ストーリーは、原作初期のエピソード（紗南が羽山の更生を目指す）。極めてシリアスな内容。現在は廃盤となっている。
スタッフ
- 原作 - 小花美穂
- 脚本 - 菅沼あかね
- キャラクターデザイン・作画監督 - 佐々木守
- 絵コンテ - 井内秀治
- 演出 - 島崎奈々子
- 美術監督 - 榎崎知恵子
- 撮影監督 - 大瀧勝之
- 音響監督 - 藤山房伸
- レイアウト検査 - 安藤真裕
- 音響効果 - 佐々木純一（アニメサウンド）
- 色彩設計 - 志甫聡子
- 美術設計 - 平沢晃弘、光永哲子
- 音楽 - 古賀弘史
- 監督 - 鈴木行
- 制作 - J.C.STAFF
- 製作・著作 - 集英社

主題歌
- 「こどものきもち」

作詞・作曲 - 小花美穂 / 編曲 - 古賀弘史 / 歌 - 横山智佐

## テレビアニメ
放送はテレビ東京系列で1996年4月5日から1998年3月27日まで全102話。放送時間はテレビ東京系列では毎週金曜日午後6時から30分。放送期間は8クール（2年間）と長期で、特に前半4クール第1話から第51話を「小学生編」、後半4クール第52話から第102話を「中学生編」と呼ぶ。
アニメ版では至るところにパロディが入っている。特に『赤ずきんチャチャ』や『ナースエンジェルりりかSOS』、『セクシーコマンドー外伝 すごいよ!!マサルさん』などといった監督ゆかりのネタが多かった。
最終話（第102話）のクライマックスで紗南の大人に向けてのメッセージが流れる内容がある。
2015年7月 - 12月まで、りぼん60周年記念としてアニマックスにて放送されていた。
アイキャッチ
- 第1クール…タイトルの周りにキャラクターのはんこが動くデザイン。
- 途中でBGMが変更された。
- 第2クール…逆さま言葉のクイズ。
- 第3クール…4個の名場面が流れる。
- 第4クール…中央部に手書きイラスト風の紗南と羽山のアニメ。

スタッフ
本作は2年間の放送の間にスタッフの交代が相次いでおり、美術監督は2回、音響効果に至っては4回も変わっている。
特徴的なキャスティング
当時のぎゃろっぷ制作アニメの例に漏れずネルケプランニングがキャスティング協力として参加している為、メインキャラクターの声の出演に専業声優以外からの起用が多数見られる。
原作でも走り暴れていたが、さらに歌い、踊りまくっている主役の紗南の声には当時エフエム東京などでラジオパーソナリティをしていた小田靜枝を起用した。羽山役の中﨑達也は当時中学生である。お笑い芸人のぜんじろうは本人役で出演。舞台女優・演出家の木野花も声の出演をした。
大地は「演じようとして別のキャラクターになるのではなく、原作のキャラクター・展開・場面を知っていたとしても、それらを初めて見た時の自分の気持ちを大事にしながら、自由に演じることを優先してほしい」「そのキャラクターがその年齢で、その立場だからといっても、キャラクター像を作り込まないでほしい」と指導した。
BGM
当初は一世風靡セピアを意識した邦楽調の音楽にする予定だったが、本作の重さとギャグが渾然一体となった作風を見た大地は「青く抜けた空と乾いた空気が似合う」と考えて、ラテン音楽を志向した。
所々でかかる紗南の歌はラップより都々逸の構造を意識している。
原作とアニメのセリフの違い
碧乃がポシェットの中に鶏の卵を入れて温めるシーンでアニメでは有精卵を「特別な卵」、無精卵を「ふつうの卵」と言い換えている。
原作の紗南のセリフには「なんで私のこと中絶しなかったの？」とあるが、アニメでは使用していない。
原作では進行する毎に全体的に腰が据わる雰囲気になっていったのを大地が悟り、アニメでは原作初期の紗南の猪突猛進なキャラクターはなるべく残す様に心がけた。

### スタッフ
- 原作 - 小花美穂
- 監督 - 大地丙太郎
- キャラクターデザイン - 渡辺はじめ
- 作画監督（総作画監督） - 時永宜幸
- 美術監督 - 土師勝弘 → 高橋久嘉 → 中山恭子
- 撮影監督 - 羽山泰功 → 赤沢賢二
- シリーズ構成 - 高橋良輔（第1話 - 第82話） → 平見瞠（第83話 - 第102話）
- 演出協力 - 高橋良輔
- 音楽 - 冨田恵一、安部純、武藤星児
- 音響監督 - 浅梨なおこ（第1話 - 第7話） → 山田智明（第8話 - 第102話）
- プロデューサー - 小林教子（テレビ東京）、松下洋子（NAS）
- 色彩設定 - 横井正人 → 藤田弘美
- 編集 - 松村正宏、山森重之
- 現像 - 東京現像所
- 音響効果 - 岡瀬晶彦（東洋音響） → 神保大介（スワラプロダクション） → 横山正和 → 須藤輝義 → 有田利樹（スワラプロダクション）
- プロデューサー補 - 早乙女弘→小林功治→重松征史
- 制作担当 - 杉村重郎
- 制作デスク - 三谷太地
- 広報担当 - 神宮綾 → 佐伯真美（テレビ東京）
- アニメーション制作 - スタジオぎゃろっぷ
- 製作 - テレビ東京、NAS

### 主題歌
オープニングテーマ
- 「19時のニュース」（第1話 - 第44話）
作詞 - 朝水彼方 / 作曲・編曲 - 西脇辰弥 / 歌 - TOKIO
- 「ウルトラリラックス」（第45話 - 第102話）
作詞・作曲・編曲 - 石野卓球 / 歌 - 篠原ともえ

エンディングテーマ
- 「パニック!」（第1話 - 第39話）
作詞 - 増田めぐみ、吉田将樹 / 作曲・編曲 - 今井健又 / 歌 - Still Small Voice
- 「DAIJO-BU」（第40話 - 第74話）
作詞 - 大地丙太郎 / 作曲 - 伊藤可久 / 編曲 - 安部潤 / 歌 - 引田とも子 with ばびっと隊
- 「PINCH 〜Love Me Deeper〜」（第75話 - 第102話）
作詞 - 朝水彼方 / 作曲 - ジョーイ・カーボーン、マイク・エジズィ / 編曲 - 松井寛 / 歌 - 知念里奈

挿入歌
- 「Good-bye love,」（第8話、第10話、第96話）
作詞 - 工藤順子 / 作曲 - JOEY CARBONE & DENNIS BELFIELD / 編曲 - 富田惠一／歌 - 小田靜枝

### 各話リスト
| 話数 | サブタイトル                     | 脚本       | 絵コンテ            | 演出             | 作画監督          | 放送日        |
| ---- | -------------------------------- | ---------- | ------------------- | ---------------- | ----------------- | ------------- |
| 1    | 私、ヒモいる小学生               | 平見瞠     | 大地丙太郎          | 大地丙太郎       | 工藤裕加          | 1996年 4月5日 |
| 2    | 教室まるごとサルの山             | 金春智子   | 桜井弘明            | 桜井弘明         | 音地正行          | 4月12日       |
| 3    | 目ン玉歯ン玉作戦だ!              | 丸尾みほ   | 大地丙太郎          | 和田裕一         | 和田高明          | 4月19日       |
| 4    | 一匹狼ヒュールルル               | 桶谷顕     | 三條なみみ          | 難波日登志       | 馬場俊子          | 4月26日       |
| 5    | 羽山グレグレどこへ行く           | 平見瞠     | 桜井弘明            | 桜井弘明         | 音地正行          | 5月3日        |
| 6    | 親子丼バカまずくて食えん         | 金春智子   | 大地丙太郎 桜井弘明 | 和田裕一         | 真庭秀明          | 5月10日       |
| 7    | 来海クルクル恋敵                 | 丸尾みほ   | ワタナベシンイチ    | 大畑清隆         | 林桂子            | 5月17日       |
| 8    | ジュースまみれの初キッス         | 桶谷顕     | 高瀬節夫            | 高瀬節夫         | 亀井隆            | 5月24日       |
| 9    | ピンチピンチの紗南の恋           | 平見瞠     | 桜井弘明            | 桜井弘明         | 和田高明          | 5月31日       |
| 10   | 恋はピヨピヨとんでった           | 金春智子   | ワタナベシンイチ    | 池端たかし       | 馬場俊子          | 6月7日        |
| 11   | 父よ、あなたは父だった           | 丸尾みほ   | 大地丙太郎          | 和田裕一         | 音地正行          | 6月14日       |
| 12   | 今度は紗南がロンリーウルフ       | 桶谷顕     | 石山タカ明          | 福多潤           | アベ正己          | 6月21日       |
| 13   | 僕の名前が変わります             | 平見瞠     | ワタナベシンイチ    | ワタナベシンイチ | 真庭秀明          | 6月28日       |
| 14   | 約束の夏・その前編               | 丸尾みほ   | ワタナベシンイチ    | 大畑清隆         | 馬場俊子          | 7月5日        |
| 15   | 約束の夏・その続き               | 金春智子   | 藤森カズマ          | 高瀬節夫         | 亀井隆            | 7月12日       |
| 16   | ドキドキふたつあったとさ         | 桶谷顕     | 石山タカ明          | 福多潤           | アベ正己          | 7月19日       |
| 17   | アッとたまげた母の本             | 平見瞠     | 和田裕一            | 和田裕一         | 和田高明          | 7月26日       |
| 18   | 腹ペコ二人がかくれんぼ           | 丸尾みほ   | 桜井弘明            | 桜井弘明         | 音地正行          | 8月2日        |
| 19   | 娘泣く泣く母も泣く               | 金春智子   | 大地丙太郎          | 和田裕一         | 小林一三          | 8月9日        |
| 20   | 紗南ちゃんクイズでイー感じ       | 大地丙太郎 | 大地丙太郎          | 大地丙太郎       |                   | 8月16日       |
| 21   | スモールサイズの羽山かも         | 桶谷顕     | 大畑清隆            | 織田美浩         | 馬場俊子          | 8月23日       |
| 22   | カラテな心と引退宣言             | 平見瞠     | ワタナベシンイチ    | 福多潤           | アベ正己          | 8月30日       |
| 23   | 晴れときどき行方不明             | 丸尾みほ   | 藤森カズマ          | 高瀬節夫         | 亀井隆            | 9月6日        |
| 24   | 算数人生ボケラッター             | 金春智子   | ドラゴン            | 和田裕一         | 和田高明          | 9月13日       |
| 25   | 心の傷のバンソーコー?            | 桶谷顕     | 桜井弘明            | 桜井弘明         | 音地正行          | 9月20日       |
| 26   | コケコッコーの朝は来る           | 平見瞠     | 玉野陽美            | 玉野陽美         | 森中正春          | 9月27日       |
| 27   | 同情もしてカネかして             | 丸尾みほ   | ワタナベシンイチ    | ワタナベシンイチ | 渡辺伸弘          | 10月4日       |
| 28   | らぶらぶ羽山父の歌               | 金春智子   | 高本宣弘            | 福多潤           | アベ正己          | 10月11日      |
| 29   | やって来ました母の母             | 平見瞠     | 高瀬節夫            | 高瀬節夫         | 亀井隆            | 10月18日      |
| 30   | 私の彼はやせ我慢                 | 桶谷顕     | ワタナベシンイチ    | ワタナベシンイチ | 和田高明          | 10月25日      |
| 31   | へびが土足でヅーカヅカ           | 丸尾みほ   | 大地丙太郎          | 桜井弘明         | 望月謙            | 11月1日       |
| 32   | 父よあなたはつかまった           | 金春智子   | 寺東克己            | 渡辺健一郎       | 渡辺信弘          | 11月8日       |
| 33   | 愛はカレーの味がした             | 桶谷顕     | 高本宣弘            | 高本宣弘         | 音地正行          | 11月15日      |
| 34   | 歌う心は3.2.1                    | 丸尾みほ   | 大地丙太郎          | 福多潤           | アベ正己          | 11月22日      |
| 35   | プレゼントにはワケがある         | 平見瞠     | 玉野陽美            | 玉野陽美         | 亀井隆            | 11月29日      |
| 36   | 私を草津につれてって             | 平見瞠     | マツイヒトユキ      | マツイヒトユキ   | 渡辺はじめ        | 12月6日       |
| 37   | キスだ戦えカラテとラッパ         | 金春智子   | 藤森カズマ          | 鈴木吉男         | 望月謙            | 12月13日      |
| 38   | どきどきキスなクリスマス         | 金春智子   | ワタナベシンイチ    | ワタナベシンイチ | 音地正行          | 12月20日      |
| 39   | 100匹ハヤガーりんぷんぷん        | 平見瞠     | ワタナベシンイチ    | 渡辺健一郎       | 渡辺伸弘          | 1997年 1月3日 |
| 39   | ばびんがびひんがほんばびぼー     | 大地丙太郎 | 大地丙太郎          | 渡辺健一郎       | 渡辺伸弘          | 1997年 1月3日 |
| 40   | ある日突然家なき子               | 桶谷顕     | 杉島邦久            | 福多潤           | 浅沼昭弘 花輪弘昌 | 1月10日       |
| 41   | ホサレちゃったのあの人に         | 丸尾みほ   | 玉野陽美            | 玉野陽美         | 亀井隆            | 1月17日       |
| 42   | しめきりギリギリきりきりまい     | 金春智子   | 池端隆史            | 鈴木吉男         | 馬場俊子          | 1月24日       |
| 43   | オヤジのような彼だった           | 平見瞠     | 大関雅幸            | 和田裕一         | 氏家章雄          | 1月31日       |
| 44   | 五味くん五味くんどこ行くの       | 平見瞠     | ワタナベシンイチ    | ワタナベシンイチ | 音地正行          | 2月7日        |
| 45   | 悲喜こもごものバレンタイン       | 桶谷顕     | 富字留              | 渡辺健一郎       | 渡辺伸弘          | 2月14日       |
| 46   | 逃げた私が悪いのか               | 丸尾みほ   | 木村隆一            | 木村隆一         | 阿部航            | 2月21日       |
| 47   | あなたとおんなじ屋根の下         | 桶谷顕     | 藤森カズマ          | 福多潤           | アベ正己          | 2月28日       |
| 48   | 父よ、あなたが父だった           | 桶谷顕     | 玉野陽美            | 玉野陽美         | 亀井隆            | 3月7日        |
| 49   | これがふたりのラストシーン       | 平見瞠     | 大地丙太郎          | 小滝礼           | 望月謙            | 3月14日       |
| 50   | 涙なだれて春が来る               | 金春智子   | ワタナベシンイチ    | ワタナベシンイチ | 音地正行          | 3月21日       |
| 51   | 今日まで、そして明日から         | 高橋良輔   | 平典侍              | 平典侍           | 渡辺はじめ        | 3月28日       |
| 52   | トイレで出会った大親友           | 丸尾みほ   | 大地丙太郎          | 渡辺健一郎       | 渡辺伸弘          | 4月4日        |
| 53   | 人生計画キッスでブッツン         | 桶谷顕     | 武藤裕治            | 福多潤           | アベ正己          | 4月11日       |
| 54   | 恋にはハンパな紗南だった         | 平見瞠     | 大関雅幸            | 木村隆一         | 阿部航            | 4月18日       |
| 55   | 女優はお山にこもります           | 丸尾みほ   | 玉野陽美            | 玉野陽美         | 氏家章雄 望月謙   | 4月25日       |
| 56   | ホントにホントにホン気にホント   | 桶谷顕     | 鈴木吉男            | 鈴木吉男         | 亀井隆            | 5月2日        |
| 57   | スシにつられてウソンコ彼氏       | 平見瞠     | ワタナベシンイチ    | ワタナベシンイチ | 音地正行          | 5月9日        |
| 58   | お山にラブラブあったとさ         | 丸尾みほ   | 平典待              | 和田裕一         | 小西洋子          | 5月16日       |
| 59   | ケガも嵐も乗り越えて             | 桶谷顕     | 森脇真琴            | 福多潤           | アベ正己          | 5月23日       |
| 60   | フラれて気づいた恋もある         | 丸尾みほ   | 武藤裕治            | 渡辺健一郎       | 渡辺伸弘          | 5月30日       |
| 61   | フラれて泣いてる私じゃないよ     | 平見瞠     | 玉野陽美            | 木村隆一         | 阿部航            | 6月6日        |
| 62   | 燃えつきちゃったの今年の夏は     | 金春智子   | 桜井弘明            | 桜井弘明         | 氏家章雄 望月謙   | 6月13日       |
| 63   | 噂は信じちゃダメなのよ           | 桶谷顕     | 福多潤              | 高橋幸雄         | 亀井隆            | 6月20日       |
| 64   | どっかにあるでしょホントのことが | 丸尾みほ   | 鈴木吉男            | 鈴木吉男         | 音地正行          | 6月27日       |
| 65   | そして二人はロングバイバイ       | 金春智子   | 玉野陽美            | 玉野陽美         | 小西洋子          | 7月4日        |
| 66   | 逃げちゃえ逃げちゃえ海越えて     | 平見瞠     | 大地丙太郎          | 福多潤           | アベ正己          | 7月11日       |
| 67   | ニューヨークったらサスペンス     | 桶谷顕     | 桜井弘明            | 渡辺健一郎       | 渡辺伸弘          | 7月18日       |
| 68   | 渡る世間は謎ばかり               | 丸尾みほ   | 武藤裕治            | 木村隆一         | 阿部航            | 7月25日       |
| 69   | あなたの瞳もエメラルド           | 金春智子   | 大地丙太郎          | 和田裕一         | 氏家章雄 望月謙   | 8月1日        |
| 70   | ランチタイムは危険な感じ         | 平見瞠     | 高橋幸雄            | 高橋幸雄         | 亀井隆            | 8月8日        |
| 71   | 寝耳に水の母だった               | 丸尾みほ   | 桜井弘明            | 鈴木吉男         | 原憲一            | 8月15日       |
| 72   | 知りすぎちゃったの私の秘密       | 桶谷顕     | 玉野陽美            | 小滝礼           | 音地正行          | 8月22日       |
| 73   | アメーリカンなバカ親子           | 金春智子   | 大地丙太郎          | 福多潤           | アベ正己          | 8月29日       |
| 74   | 母はいそいそ悪だくみ             | 丸尾みほ   | 小滝礼              | 渡辺健一郎       | 渡辺伸弘          | 9月5日        |
| 75   | 娘よどこにマンハッタン           | 桶谷顕     | 福多潤              | 木村隆一         | 阿部航            | 9月12日       |
| 76   | 帰っちゃおーかな帰ろかな         | 金春智子   | 桜井弘明            | 桜井弘明         | 氏家章雄 望月謙   | 9月19日       |
| 77   | パパよ、あなたが悪かった         | 金春智子   | 玉野陽美            | 和田裕一         | 原憲一            | 9月26日       |
| 78   | 最初で最後の母子でケンカ         | 桶谷顕     | 小滝礼              | 福多潤           | アベ正己          | 10月3日       |
| 79   | 父になれない父もいた             | 桶谷顕     | 渡辺健一郎          | 渡辺健一郎       | 渡辺伸弘          | 10月10日      |
| 80   | も一度歌って3・2・1              | 静谷伊佐夫 | 桜井弘明            | 桜井弘明         | 音地正行          | 10月17日      |
| 81   | ハロー・グッバイ・私の恋         | 大地丙太郎 | 大地丙太郎          | 和田裕一         | 渡辺はじめ        | 10月24日      |
| 82   | あれからウチらはイー感じ         | 平見瞠     | 藤森カズマ          | 木村隆一         | 阿部航            | 10月31日      |
| 83   | ベストカップルばかりカモ         | 丸尾みほ   | 大地丙太郎          | 桜井弘明         | 氏家章雄 望月謙   | 11月7日       |
| 84   | ジャーマネちゃんはピーチピチ     | 中瀬理香   | 小滝礼              | 福多潤           | アベ正己          | 11月14日      |
| 85   | 言えねえセリフもあったとさ       | 平見瞠     | 福多潤              | 小滝礼           | 原憲一            | 11月21日      |
| 86   | 見えなくなったら見えてきた       | 金春智子   | 玉野陽美            | 渡辺健一郎       | 渡辺伸弘          | 11月28日      |
| 87   | たたカレおわカレどこへ行く?      | 丸尾みほ   | 大地丙太郎 福多潤   | 玉野陽美         | 音地正行          | 12月5日       |
| 88   | いつか来たのネこんな日が         | 中瀬理香   | 玉野陽美            | 木村隆一         | 阿部航            | 12月12日      |
| 89   | イヴにハレルヤ?我がココロ        | 金春智子   | 藤森カズマ          | 小滝礼           | 氏家章雄 望月謙   | 12月19日      |
| 90   | メカハヤマハハハハハハヤマ       | 金春智子   | 桜井弘明            | 桜井弘明         | -                 | 12月30日      |
| 90   | 魔法の呪いはベベンのベンキ       | 平見瞠     | 大地丙太郎          | 大地丙太郎       | -                 | 12月30日      |
| 91   | 明けましちゃったらファンが来た   | 平見瞠     | 日色如夏            | 福多潤           | アベ正己          | 1998年 1月9日 |
| 92   | ちっともカンタン算数ビデオ       | 金春智子   | 小滝礼              | 渡辺健一郎       | 渡辺伸弘          | 1月16日       |
| 93   | おんなじ名前で出ています         | 丸尾みほ   | 大地丙太郎          | 和田裕一         | 原憲一            | 1月23日       |
| 94   | 転げてハジケりゃこどちゃな春よ   | 中瀬理香   | 福多潤              | 木村隆一         | 阿部航            | 1月30日       |
| 95   | おさまりましたね元のサヤ         | 金春智子   | 玉野陽美            | 玉野陽美         | 氏家章雄 望月謙   | 2月6日        |
| 96   | 待っててスグ行く大人の恋         | 丸尾みほ   | 大地丙太郎          | 小滝礼           | 音地正行          | 2月13日       |
| 97   | しあわせ計画・金貸して           | 金春智子   | 藤森カズマ          | 和田裕一         | 時永宣幸          | 2月20日       |
| 98   | お姉ちゃんたら恋模様             | 丸尾みほ   | 桜井弘明            | 渡辺健一郎       | 渡辺伸弘          | 2月27日       |
| 99   | カラテ部ヨイトコちょとオイデ     | 平見瞠     | 福多潤              | 福多潤           | 原憲一            | 3月6日        |
| 100  | 黒板消しが消えていた             | 中瀬理香   | 小滝礼              | 福多潤           | 阿部航            | 3月13日       |
| 101  | 三人そろって消えていた           | 金春智子   | 桜井弘明            | 桜井弘明         | 氏家章雄 望月謙   | 3月20日       |
| 102  | こどちゃは続くよどこまでもーー   | 平見瞠     | 大地丙太郎          | 玉野陽美         | 音地正行          | 3月27日       |

### ネット局
放送日時は特記がない場合1997年9月時点のものとする（岐阜放送のみ1999年9月時点）。
| 放送対象地域  | 放送局             | 系列           | 放送時間                            | ネット形態 | 備考                                   |
| ------------- | ------------------ | -------------- | ----------------------------------- | ---------- | -------------------------------------- |
| 関東広域圏    | テレビ東京         | テレビ東京系列 | 金曜 18:00 - 18:30                  | 制作局     |                                        |
| 北海道        | テレビ北海道       | テレビ東京系列 | 金曜 18:00 - 18:30                  | 同時ネット | [ 注釈 4 ]                             |
| 愛知県        | テレビ愛知         | テレビ東京系列 | 金曜 18:00 - 18:30                  | 同時ネット |                                        |
| 大阪府        | テレビ大阪         | テレビ東京系列 | 金曜 18:00 - 18:30                  | 同時ネット |                                        |
| 岡山県 香川県 | テレビせとうち     | テレビ東京系列 | 金曜 18:00 - 18:30                  | 同時ネット |                                        |
| 福岡県        | TXN九州            | テレビ東京系列 | 金曜 18:00 - 18:30                  | 同時ネット | 現：TVQ九州放送                        |
| 岩手県        | テレビ岩手         | 日本テレビ系列 | 月曜 16:00 - 16:30                  | 遅れネット |                                        |
| 宮城県        | 仙台放送           | フジテレビ系列 | 金曜 16:25 - 16:55                  | 遅れネット |                                        |
| 秋田県        | 秋田放送           | 日本テレビ系列 | 金曜 16:00 - 16:30                  | 遅れネット |                                        |
| 山形県        | 山形放送           | 日本テレビ系列 | 月曜 16:28 - 16:58                  | 遅れネット |                                        |
| 福島県        | 福島テレビ         | フジテレビ系列 | 金曜 16:00 - 16:30                  | 遅れネット |                                        |
| 新潟県        | 新潟放送           | TBS系列        | 金曜 16:25 - 16:55                  | 遅れネット | 1996年4月19日から1998年4月10日まで放送 |
| 長野県        | 長野放送           | フジテレビ系列 | 火曜 16:30 - 17:00                  | 遅れネット |                                        |
| 富山県        | チューリップテレビ | TBS系列        | 金曜 16:27 - 16:57                  | 遅れネット | 1996年4月26日から1998年4月17日まで放送 |
| 石川県        | 石川テレビ         | フジテレビ系列 | 金曜 16:30 - 17:00                  | 遅れネット | 1996年4月12日から1998年4月3日まで放送  |
| 静岡県        | テレビ静岡         | フジテレビ系列 | 日曜 9:30 - 10:00                   | 遅れネット |                                        |
| 岐阜県        | 岐阜放送           | 独立局         | 水曜 6:50 - 7:20                    | 遅れネット |                                        |
| 京都府        | KBS京都            | 独立局         | 日曜 12:00 - 12:30                  | 遅れネット |                                        |
| 奈良県        | 奈良テレビ         | 独立局         | 金曜 18:30 - 19:00                  | 遅れネット |                                        |
| 広島県        | 広島テレビ         | 日本テレビ系列 | 日曜 11:00 - 11:30                  | 遅れネット |                                        |
| 愛媛県        | 南海放送           | 日本テレビ系列 | 金曜 16:55 - 17:25                  | 遅れネット |                                        |
| 高知県        | テレビ高知         | TBS系列        | 火曜 16:30 - 17:00                  | 遅れネット |                                        |
| 長崎県        | 長崎国際テレビ     | 日本テレビ系列 | 月曜 17:22 - 17:52                  | 遅れネット |                                        |
| 熊本県        | 熊本放送           | TBS系列        | 月曜 17:00 - 17:30 日曜 6:00 - 6:30 | 遅れネット | [ 30 ]                                 |
| 鹿児島県      | 鹿児島テレビ       | フジテレビ系列 | 木曜 16:00 - 16:30                  | 遅れネット |                                        |
| 沖縄県        | 沖縄テレビ         | フジテレビ系列 | 金曜 16:00 - 16:30                  | 遅れネット |                                        |

| テレビ東京系列 金曜 18:00 - 18:30 | テレビ東京系列 金曜 18:00 - 18:30 | テレビ東京系列 金曜 18:00 - 18:30 |
| 前番組                            | 番組名                            | 次番組                            |
| --------------------------------- | --------------------------------- | --------------------------------- |
| ナースエンジェルりりかSOS         | こどものおもちゃ                  | カウボーイビバップ                |

### リリース
CDは、ソニーレコードより発売。
VHSは、ソニー・ミュージックエンタテインメントより発売（後半の数巻のみSPE・ビジュアルワークスに表示変更）、LD・DVDは、株式会社SPE・ビジュアルワークスより発売・販売。Blu-rayは、フロンティアワークスより発売・販売。
CD
- DAIJO-BU
- パニック!
- こどものおもちゃ サウンドトラック

VHS(現在は廃盤)
こどものおもちゃ　Vol.1 - 25
DVD(現在は廃盤)
- こどものおもちゃ Vol.1 - 12
- こどものおもちゃ 中学生編 Vol.1 - 12

LD-BOX(現在は廃盤)
小学生編と中学生編に分け、発売。購入者特典として、劇中で紗南が歌っていた曲をすべて収録したCDが付いてきた。
DVD-BOX(現在は廃盤)
- こどものおもちゃ 〜小学生編〜 DVDコレクション
- こどものおもちゃ 〜中学生編〜 DVDコレクション

DVD-BOX 2010年再発売
- こどものおもちゃ 小学生編DVD-BOX1
- こどものおもちゃ 小学生編DVD-BOX2
- こどものおもちゃ 中学生編DVD-BOX1
- こどものおもちゃ 中学生編DVD-BOX2

原作者描き下ろしジャケットや前回のDVDには未収録だった映像特典などが追加される予定。
権利元の関連会社のスーパー・ビジョンより発売される。販売元：株式会社NTB
Blu-ray
- 「こどものおもちゃ」小学生編Blu-rayBOX
- 「こどものおもちゃ」中学生編Blu-rayBOX

特製ブックレット付で、映像特典として、小学生編には「19時のニュース」と「パニック!」のノンクレジット映像、中学生編には「ウルトラ リラックス」と「DAIJO-BU」のノンクレジット映像を収録。
発売元・販売元：フロンティアワークス

## 水の館
劇中劇。紗南と直澄が主演したホラー映画作品。連載終了後に読みきりで描かれた。のちに単行本化している。ところどころ『こどちゃ』とリンクしている。描き下ろし漫画あり。
2002年にドラマCD化され、同年8月11日にコミックマーケットで発売された。キャストはテレビ版と異なる。ドラマ本編のほか、ラジオ「紗南のお悩み相談局」と主題歌「水の檻」も収録されている。

### あらすじ
14歳の鈴原浩人は交通事故で両親を亡くし、一人きりになる。だが6年前、自分と同じ14歳のときに失踪した兄・正人が生きていることを知る。浩人は探偵を雇って情報収集し、兄の行方を捜し始める。そして、兄と同じく失踪した正人の彼女・園田真子と友人の中川美和がいることが判明する。美和の祖父の話を頼りに、浩人は兄達が出かけた館を見つけるためとある森へ入り込む。しかし道に迷い行き倒れた浩人は、そこである美少女と出会い、不思議な館へと誘われるー。

### 登場人物
鈴原浩人（すずはら ひろと）
直澄が演じた役。本作の主人公。14歳。両親を事故で失い、6年前失踪した兄を探してある館へ訪れる。
園田真子（そのだ まこ）
紗南が演じた役。本作のもう一人の主人公。白いリボンと着物姿をしている。6年前から姿が全く成長していない。正人の元彼女。
鈴原正人（すずはら まさと）
浩人の兄。当時14歳のときに真子・美和とともに失踪した。真子とは違い、姿が成長している。
中川美和（なかがわ みわ）
麻子が演じた役。真子・正人の友人で、旅行に家の別荘を提供する。正人同様、姿が成長している。

### キャストおよび主題歌
キャストは2002年のドラマCD版。
- 鈴原浩人 - 高原夕希
- 園田真子 - うさみうみ
- 鈴原正人 - 八雲英二
- 中川美和 - 橘みゅん
- 探偵 - 藤谷慎二

主題歌
- 「水の檻」
  - 曲 - ねるげ / 詩 - 透夜月子 / 歌 - 霜月はるか

## 舞台
2015年8月20日から8月30日にりぼん60周年記念公演として博品館劇場で上演された。脚本・演出はアニメの監督も担当した大地丙太郎が務めた。
キャスト
- 倉田紗南：奥田こころ、小椋梨央
- 羽山秋人：相澤侑我、板垣李光人
- 剛：伊藤壮吾
- 羽山夏美：磨井彩月、吉村美音
- 相模玲：山本一慶
- 倉田実紗子：三石琴乃